# Сардара
Сардара (італ. Sardara, сард. Sàrdara) — муніципалітет в Італії, у регіоні Сардинія,  провінція Медіо-Кампідано.
Сардара розташована на відстані близько 400 км на південний захід від Рима, 55 км на північний захід від Кальярі, 8 км на північний захід від Санлурі, 21 км на північний схід від Віллачідро.
Населення — 4112 осіб (2014).

## Демографія
Населення за роками:

Станом на 1 січня 2023 року в муніципалітеті офіційно проживало 47 іноземців з 19 країн, серед них 14 громадян країн Євросоюзу та 6 громадян України.

## Сусідні муніципалітети
- Коллінас
- Могоро
- Пабіллоніс
- Сан-Гавіно-Монреале
- Санлурі
- Віллановафорру